# دست‌های سنگی
دست‌های سنگی (به انگلیسی: Hands of Stone) یک فیلم زندگینامه‌ای آمریکایی به نویسندگی و کارگردانی جوناتان یاکوبوویچ، درباره دوران شغلی بوکسور حرفه‌ای سابق پانامایی، روبرتو دوران است. در این فیلم بازیگرانی همچون رابرت دنیرو، ادگار رامیرس، آشر، الن بارکین و آنا د آرماس ایفای نقش می‌کنند. نمایش افتتاحیه دست‌های سنگی در ۱۶ مه ۲۰۱۶ و در طی جشنواره فیلم کن بود، و سپس توسط واینستین کمپانی در تاریخ ۲۶ اوت ۲۰۱۶ در ایالات متحده اکران شد.

## خلاصه داستان
روبرتو دوران در پاناما بزرگ می‌شود و در خانه توسط چفلان آموزش می‌بیند که برخی درس‌های مهم زندگی را به او می‌آموزد. بعدها، دوران به یک باشگاه بوکس می‌پیوندد و نستور «پلومو» کینونز مربی او می‌شود.
وقتی به ۲۰ سالگی می‌رسد، ری آرسل - مربی افسانه‌ای آمریکایی بوکس که در سال ۱۹۵۳ در نیویورک توسط عوامل گانگستر فرانکی کاربو مورد حمله قرار گرفته بود و اکنون با همسرش استفانی زندگی می‌کند - استعداد خام و قدرت مشت‌زنی دوران را می‌بیند و او را تحت حمایت خود می‌گیرد و مربی‌اش می‌شود. مدتی بعد، دوران با فلیسیداد، یک دانشجو، آشنا می‌شود که بعدها پنج فرزند از او دارد.
پس از مبارزاتش در دهه‌های ۷۰ و ۸۰ که با موفقیت چشمگیری (تنها یک شکست) در رده‌های مختلف صعود می‌کند، به شوگر ری لئونارد - که «بوکسور سال» نامیده می‌شد - مبارزه می‌طلبد. اما دوران به لئونارد بی‌احترامی می‌کند، او را «دلقک» خطاب می‌کند و با اطمینان پیش‌بینی می‌کند که با ناک‌اوت برنده خواهد شد.